# (3589) Loyola
(3589) Loyola ist ein Asteroid des Hauptgürtels, der am 8. Januar 1984 vom US-amerikanischen Astronomen Joe Wagner an der Anderson Mesa Station (IAU-Code 688), einer Außenstelle des Lowell-Observatoriums in Flagstaff, entdeckt wurde.
Benannt wurde der Asteroid nach dem baskischen Ort Loyola in der Provinz Gipuzkoa, in dem Ignatius von Loyola, der Gründer des Jesuitenordens, geboren wurde.